# Neobisium albanicum
Neobisium albanicum är en spindeldjursart som först beskrevs av G. Müller 1931.  Neobisium albanicum ingår i släktet Neobisium och familjen helplåtklokrypare. Inga underarter finns listade i Catalogue of Life.